# حسن أباد (صوغان)
حسن أباد (بالفارسية: حسن‌آباد) هي قرية تقع في إيران في قسم صوغان الريفي. يقدر عدد سكانها بـ 244 نسمة .